# 코드기아스
《코드 기아스》(コードギアス 코도 기아스[*], Code Geass)는 《코드 기아스 반역의 를르슈》를 중심으로 하는 미디어 믹스 작품군이다. 세계관을 공유하는 애니메이션, 만화, 드라마CD, 소설, 인터넷라디오, 게임 등의 상품이 전개되고 있다.
건담 시리즈, 트랜스포머, 에반게리온 시리즈를 이어 2000년대 후반에 등장한 로봇 애니메이션 프랜차이즈로서, 로봇 뿐 아니라 학원, 신비, 대체역사, 초능력 등 다양한 장르를 아우른다. “코드”와 “기아스”라는 초능력을 중심으로 이야기가 펼쳐진다.
TVA 2기 《코드 기아스 반역의 를르슈 R2》의 방영이 종료된 후인 2009년 12월 5일, 2010년부터 새로운 프로젝트가 시동을 걸 것이라고 발표되었고, 2012년 1월 12일 신작 애니메이션 《코드 기아스 망국의 아키토》가 발표되었다. 그 이래로 무대극, 게임, 빠칭코, 피규어 등 다채로운 미디어믹스가 전개되었다.
2016년에는 10주년을 맞이하여 동년 11월 기념행사가 개최되었다. 이 행사에서 《반역》의 넥스트 프로젝트인 “부활의 를르슈”를 시동한다고 발표했고, 이듬해이 2017년 10월부터 TVA 시리즈였던 《반역》 1, 2기를 3부작 총집편으로 재구성하여 극장판으로 공개하였다. 2018년 8월 3일에는 완전신작 극장판 《코드 기아스 부활의 를르슈》를 2019년 2월 개봉하겠다고 발표했다.
2020년 12월 5일에는 “코드 기아스 Next 10 years Project”가 발표되어, 양대 신프로젝트로서 스마트폰 게임 《코드 기아스 Gensic Re;CODE》, 신작 애니메이션 《코드 기아스 탈환의 제트》가 발표되었다.

## 미디어믹스 목록

### 애니메이션
코드 기아스 반역의 를르슈 (TVA 1기)
2006년 10월부터 2007년 3월까지 MBS・TBS 계열(JNN)에서 방영되었다. 9·11 테러 이후 시사화된 비대칭전쟁을 소재로 삼아 정치사회적 색조가 강하면서도 어디까지나 “오락 작품”임을 철저히 했다.
2021년에는 15주년 기획으로 TVA 1기의 오프닝・엔딩 악곡과 애니메이션 영상을 쇄신한 특별판을 방영했다.
코드 기아스 반역의 를르슈 R2 (TVA 2기)
위의 TVA 1기의 속편으로서 2008년 4월 6일부터 9월 28일까지 MBS・TBS 계열에서 방영되었다. TVA 1기의 1년 후가 배경으로, 일본(작중 에어리어 11) 국내를 벗어나서 전세계 규모의 이야기가 전개된다.
코드 기아스 반역의 를르슈: 나나리 in 원더랜드 (OVA)
2012년 7월 27일 발매된 OVA 작품. 같은 내용의 그림책이 동봉되었다.

### 극장판 애니메이션
코드 기아스 망국의 아키토
2012년 8월부터 2016년 2월까지 OVA를 이벤트상영하는 형태로 총 5장이 순차 상영되었다. 일본이 브리타니아에 점령되어 에어리어 11이 되자 EU에 체재 중이던 일본인들이 난민이 되어 수용소로 보내진다. 그 난민 가운데 지원병 소집에 응한 병사들로 구성된 특수부대에 소속된 일본인 소년들의 절망적인 싸움을 그린다.
1. 익룡은 내리다 (2012년 8월 4일 공개)
2. 찢겨진 익룡 (2013년 9월 14일 공개)
3. 빛나는 것 하늘로부터 떨어지다 (2015년 5월 2일 공개)
4. 증오의 기억으로부터 (2015년 7월 4일 공개)
5. 사랑하는 것들에게 (2016년 2월 6일 공개)

반역의 를르슈 극장 총집편 3부작
TVA 방송 10주년이 되면서 TVA를 전체적으로 중요한 부분만 남기고 새로운 장면과 대사를 추가해 재구성한 극장판. 이에 따라 설정・스토리가 일부 변경되었다. 스태프나 캐스팅도 거의 같지만 일부 캐릭터는 성우가 변경되었다.
1. 코드 기아스 반역의 를르슈 Ⅰ 흥도 (2017년 10월 21일 개봉)
2. 코드 기아스 반역의 를르슈 Ⅱ 반도 (2018년 2월 10일 개봉)
3. 코드 기아스 반역의 를르슈 Ⅲ 황도 (2018년 5월 26일 개봉)

코드 기아스 부활의 를르슈
극장판 3부작의 속편으로서 2019년 2월 9일 일본 전국 120개 극장에서 개봉했다.

### 만화
코드 기아스 반역의 를르슈 (월간 아스카 판)
코드 기아스 반공의 스자쿠
코드 기아스 나이트메어 오브 나나리
막말 이문록 코드 기아스 반역의 를르슈
바코드 기아스 판매의 를르슈
코드 블랙 속주의 를르슈
코드 기아스 반역의 를르슈 외전: 백기사 홍야차
가정교사 를르슈 씨
코드 기아스 반역의 를르슈 Re;
코드 기아스 부활의 를르슈

## 세계관
- 본작의 세계는 현실의 세계와는 다른, 대체 역사가 진행되고 있다. 기술 또한 현실과 차이가 있다.
- 세계는 크게 3가지 세력으로 나뉘어 있었다. 브리타니아(아메리카 대륙 + 뉴질랜드 + 일본 + 중동), 중화연방(중국대륙 + 타이완섬 + 한반도 + 동남아시아 + 남아시아 + 몽골 + 중앙아시아 + 외만주), EU(유럽 + 아프리카 + 러시아)다. 그외에 오스트레일리아가 독립되어있다.
- 브리타니아는 세계 곳곳에 침략전쟁을 벌이고 있다. 침략전쟁은 브리타니아 98대 황제 샤를르 디 브리타니아에 의해 '고대 유적'이 있는 곳을 중심으로 진행된다.
- 브리타니아가 정복한 국가들은 각각 번호를 부여받아 관리된다. 브리타니아 본국에서 총독을 내리는 방식이다. 각각의 국가의 원주민들은 해당 국가의 번호를 따 넘버즈라고 불린다. 작품내에서 일본은 '에리어 11'로 정해져 있고 일본인은 '일레븐'이라고 부른다.
- 사쿠라다이트를 사용하고 초전도 전자석을 탑재한 고출력 경량 모터가 발달하고 있는 시기인데, 고출력 경량 왕복기관은 미발(未發)이다.
- 원자력 연구는 아직 이론단계에 정착해 있고, 이론상 전략병기로 분류된다. 만약 만들어도 대륙간탄도미사일 등 탄도미사일이 없어 사용에 무리가 있다.
- 총기는 화약과 작약을 이용한 게 아니라 리니어 모터를 가속해 탄환을 사출하는 코일 암을 채용하고 있다.
- KMF(나이트메어프레임)로 불리는 인간형기동 병기, 플로트 시스템으로 불리는 비행 추진 기관, 복사파동으로 불리는 고주파병기, 중성자포로 불리는 입자 빔 병기 등 다양한 병기 시스템이 개발, 연구, 실용화되고 있다.
- 신성 브리타니아 제국의 지배하인 에어리어에서는 브리타니아어(잉글리쉬=영어)가 통용되고 있어 등장하는 인물의 회화는 거의 영어로 행해지고 있다. (지명은 라틴 문자로 표기된다. 하지만 일본에서 방영되었기 때문에 일본어를 말하는 것 뿐이다. 사실은 영어로 대화하는 것이다.) 단, 일레븐 사이에서는 일본어도 사용된다. 흑의 기사단 내부에서도 일본어가 사용되고 있다. (흑의기사단 재편시 조직도 참고)
- 애니메이션 기획자 중 한 명인 다케다 세이지(竹田 靑滋)는 "코드 기아스에 있어서 브리타니아 강점하의 일본은, 한때의 일본 식민지 통치하의 조선·대만을 참고로 하고 있다"고 발언했다.[2]
- 기아스(GEASS)라는 초능력이 존재한다. 몇몇 특정 인물이 지니고 있는 이 능력은 개인마다 효과가 다르다.